# Edward Weston (Bogenschütze)
Edward Burbank Weston (* 31. Juli 1846 in Gorham; † 14. September 1918 in Chicago) war ein US-amerikanischer Bogenschütze.

## Karriere
Weston nahm 1904 an den Olympischen Spielen in St. Louis teil. Hier erreichte er in der Disziplin Double York Round Platz 15, in der Disziplin Double American Round Rang 21. Im Mannschaftswettbewerb wurde er mit dem Team der Chicago Archers Vierter.
Neben dem Sport praktizierte er als Arzt in Highland Park und war auf Geburtshilfe und Gynäkologie spezialisiert. Sein Sohn Edward Weston jr. nahm 1904 ebenfalls im Bogenschießen an den Olympischen Spielen teil.